# Magnus Falck
Johan Magnus Falck, född den 28 december 1878 i Karlskrona, död där den 28 september 1941, var en svensk ämbetsman.
Falck blev student vid Lunds universitet 1897 och avlade examen till rättegångsverken där 1901. Han var tillförordnad extra länsnotarie i Blekinge län 1906–1909, extra länsnotarie där 1910–1912, länsbokhållare i nämnda län 1912–1917, länsassessor där 1917–1927, landskamrerare i Västernorrlands län 1928–1933 och i Blekinge län från 1934 till sin död. Falck var sekreterare hos direktionen över Flottans pensionskassa 1905–1912. Han blev riddare av Vasaorden 1925 och av Nordstjärneorden 1933.